# Bathyeliasona kirkegaardi
Bathyeliasona kirkegaardi  (лат.) — вид морских многощетинковых червей семейства Polynoidae из отряда Phyllodocida. Первоначально был описан советским зоологом П. В. Ушаковым в составе рода Macellicephala, а позднее Мэриан Петтибон (Marian H. Pettibone) включила его в род Bathyeliasona Pettibone, 1976. Вид был назван в честь специалиста по полихетам шведского зоолога Андерса Элиасона (Dr.Anders Eliason), а род - в честь другого крупного знатока этой группы Йёргена Киркегаарда (Jørgen B.Kirkegaard).

## Распространение
Глубоководный вид. Атлантический океан: у Португалии. Тихий океан: юго-западный район. Bathyeliasona kirkegaardi встречается на больших глубинах — от 5275 до 7250 м.

## Описание
Длина тела до 50 мм пр ширине до 23 мм (без брюшных щетинок). Тело короткое, широкое, сплющенное, состоит из 17 сегментов. От близкого рода Macellicephala отличается, главным образом, числом сегментов и элитрофор (которых у Bathyeliasona 8 пар и все мелкого размера). Анальное отверстие располагается на спинной стороне. Пальпы гладкие, удлинённые; параподии вытянутые; неврохеты длинные. Многочисленные нотохеты зазубренные по всей длине. Перистомальные усики с циррофорами. Простомиум разделён медиальным желобком на две части. Параподии двуветвистые. Все щетинки (сеты) простые.
.